# Абаецин
Абаецин (англ. abaecin) — один із найбільших антимікробних пептидів, багатих на пролін. Був виділений із бджоли Apis mellifera, активний проти грамнегативних та грампозитивних бактерій. Міститься у різних комахах.
У медоносної бджоли синтезований пептид складається з 53 амінокислотних залишків, з яких 19 припадає на сигнальний пептид, а 34 — на зрілий пептид а у мурахи Myrmica lobicornis синтезований пептид складається з 52 амінокислотних залишків, з яких 19 — сигнальний пептид, а 33 — зрілий.
Послідовність пептиду бджоли: MKVVIFIFAL LATICAAFAY VPLPNVPQPG RRPFPTFPGQ GPFNPKIKWP QGY. Велика кількість залишків проліну (10, тобто 29 %) у молекулі абаецину запобігає утворенню альфа-спіральної структури.
Для дослідження властивостей абаецину створені рекомбінантні вектори експресії для Escherichia coli, Bacillus subtilis та дріжджів Pichia pastoris.
Вивчення абаецину дає можливість подолати зростаючу загрозу мультирезистентних патогенів, які не піддаються звичайним антибіотикам.